# Iceland Airwaves
Iceland Airwaves est un festival de musique qui se tient chaque année à Reykjavik en Islande.

## Historique
Iceland Airwaves est un festival de musique annuel se déroulant à Reykjavik fin octobre-début novembre durant cinq jours. C'est le festival le plus connu du pays,.
Sponsorisé par la compagnie Icelandair, il réunit aussi bien des groupes islandais que des groupes étrangers.
La première édition a eu lieu en 1999 dans un hangar de l'Aéroport de Reykjavik, dont le nom reste un héritage,.
Aujourd'hui, près de 250 groupes se produisent chaque année dans la capitale islandaise pendant la durée du festival, représentant de nombreux genres musicaux, particulièrement les musiques alternatives, avec un accent mis sur les nouveaux talents,. La programmation du festival se veut généraliste et ne mise pas sur ses têtes d'affiches mais plus sur les artistes émergents.